# Roberta Pinotti
Roberta Pinotti (Genova, 20 maggio 1961) è una politica italiana, ministra della difesa dal 22 febbraio 2014 al 1º giugno 2018 nei governi Renzi e Gentiloni, la prima donna a ricoprire questo incarico in Italia.
È stata anche Sottosegretaria di Stato al Ministero della difesa dal 3 maggio 2013 al 22 febbraio 2014 nel governo Letta. Parlamentare della Repubblica Italiana dal 2001, prima alla Camera dei deputati fino al 2008, dove ha ricoperto l'incarico di Presidente della 4ª Commissione Difesa della Camera dei deputati dal 2006 al 2008, poi al Senato della Repubblica dal 2008, dove il 29 luglio 2020 diventa Presidente della 4ª Commissione Difesa del Senato della Repubblica.

## Biografia
Nata a Genova, dove si è laureata in lettere moderne all'Università di Genova ed è diventata docente di italiano nelle scuole superiori.
Durante la sua adolescenza è stata membro, e poi capo-educatrice nell'AGESCI (Associazione Guide e Scouts Cattolici Italiani). È sposata con un medico ed è madre di due figlie.

## Carriera politica

### Primi passi
Ha iniziato la sua carriera politica alla fine degli anni '80, venendo eletta consigliera circoscrizionale a Sampierdarena (uno dei quartieri più popolosi del capoluogo ligure) con il Partito Comunista Italiano (PCI).
In seguito allo scioglimento del PCI con la svolta della Bolognina di Achille Occhetto nel 1991, aderisce alla nascita del Partito Democratico della Sinistra (PDS), per poi confluire nel 1998 nei Democratici di Sinistra (DS) alla svolta di Massimo D'Alema, aderendo nelle file del cosiddetto "correntone". Inoltre è stata sostenitrice fin dal suo nascere dell'avventura politica de L'Ulivo.
È stata assessora alla scuola, alle politiche giovanili e sociali della provincia di Genova dal 1993 al 1997 sotto l'amministrazione provinciale di Marta Vincenzi, e in seguito assessora all'istituzioni scolastiche del comune di Genova dal 1997 al 1999 nella giunta comunale del socialista Giuseppe Pericu, ed infine segretaria provinciale dei DS dal 1999 al 2001.

### Deputata alla Camera
Segretaria dei Democratici di Sinistra a Genova nel 2001, alle elezioni politiche di quell'anno viene candidata nel collegio uninominale di Genova-Campomorone per la Camera dei deputati, sostenuta dalla coalizione di centro-sinistra L'Ulivo in quota DS, dove viene eletta deputata con il 64,09% dei voti contro i candidati della Casa delle Libertà Claudio Eva (30,72%) e della Lista Di Pietro Carlo Servetto (5,19%). Nella XIV legislatura è stata componente della 5ª Commissione Bilancio, tesoro e programmazione, della 4ª Commissione Difesa e della Commissione parlamentare d'inchiesta sulla morte di Ilaria Alpi e Miran Hrovatin.
Viene ricandidata e rieletta deputata alla Camera alle elezioni politiche del 2006, dove la coalizione di centro-sinistra L'Unione guidata da Romano Prodi esce vittoriosa. Successivamente aderisce al gruppo parlamentare de L'Ulivo ed è stata nominata presidente della 4ª commissione Difesa della Camera, la prima donna italiana a ricoprire questo incarico.
A settembre del 2006 annuncia la sua non disponibilità a presentarsi alle elezioni primarie dell'Unione per stabilire il candidato a sindaco di Genova della coalizione di centro-sinistra.
Aderente alla fondazione del Partito Democratico (PD) nel 2007, dopo la vittoria alle prime primarie di quell'anno del PD di Walter Veltroni e la sua ascesa a segretario del PD, è stata nominata da quest'ultimo come Responsabile della difesa e sicurezza nella sua segreteria nazionale.

### Elezione a senatrice
Alle elezioni politiche del 2008 si è candidata nella circoscrizione Liguria tra le liste del Partito Democratico al Senato della Repubblica, ed è stata eletta per la prima volta. Nella XVI legislatura è stata vicepresidente della 4ª Commissione Difesa del Senato dal 13 ottobre 2010 al 14 marzo 2013, dov'è stata promotrice della riforma del codice penale militare e della messa al bando delle bombe a grappolo.
Dopo la sconfitta del PD alle politiche del 2008, viene nominata da Veltroni Ministra della Difesa nel suo Governo ombra del Partito Democratico, ruolo che ricopre dal 9 maggio 2008 al 21 febbraio 2009.
Il 24 febbraio 2009 Dario Franceschini (già vicesegretario del PD), appena nominato segretario del PD dopo le dimissioni di Veltroni da segretario, dopo l'esito negativo alle regionali sarde, nomina Pinotti Presidente nazionale del Forum Difesa del PD. In seguito è diventata esponente di Area Democratica (AreaDem), la corrente cristiano sociale e cristiano-democratica del PD guidata da Dario Franceschini, uscita sconfitta dal congresso del PD nel 2009.

#### Primarie per il sindaco di Genova
Nel 2012 si candida alle elezioni primarie del centro-sinistra per la scelta del candidato sindaco di Genova, arrivando terza su 5 candidati col 23,6% dei voti, dopo il vincitore Marco Doria (outsider indipendente e sostenuto da Sinistra Ecologia Libertà, vincitore col 46%) e la sindaca uscente Marta Vincenzi (27,5%).

### Sottosegretario e Ministro della Difesa

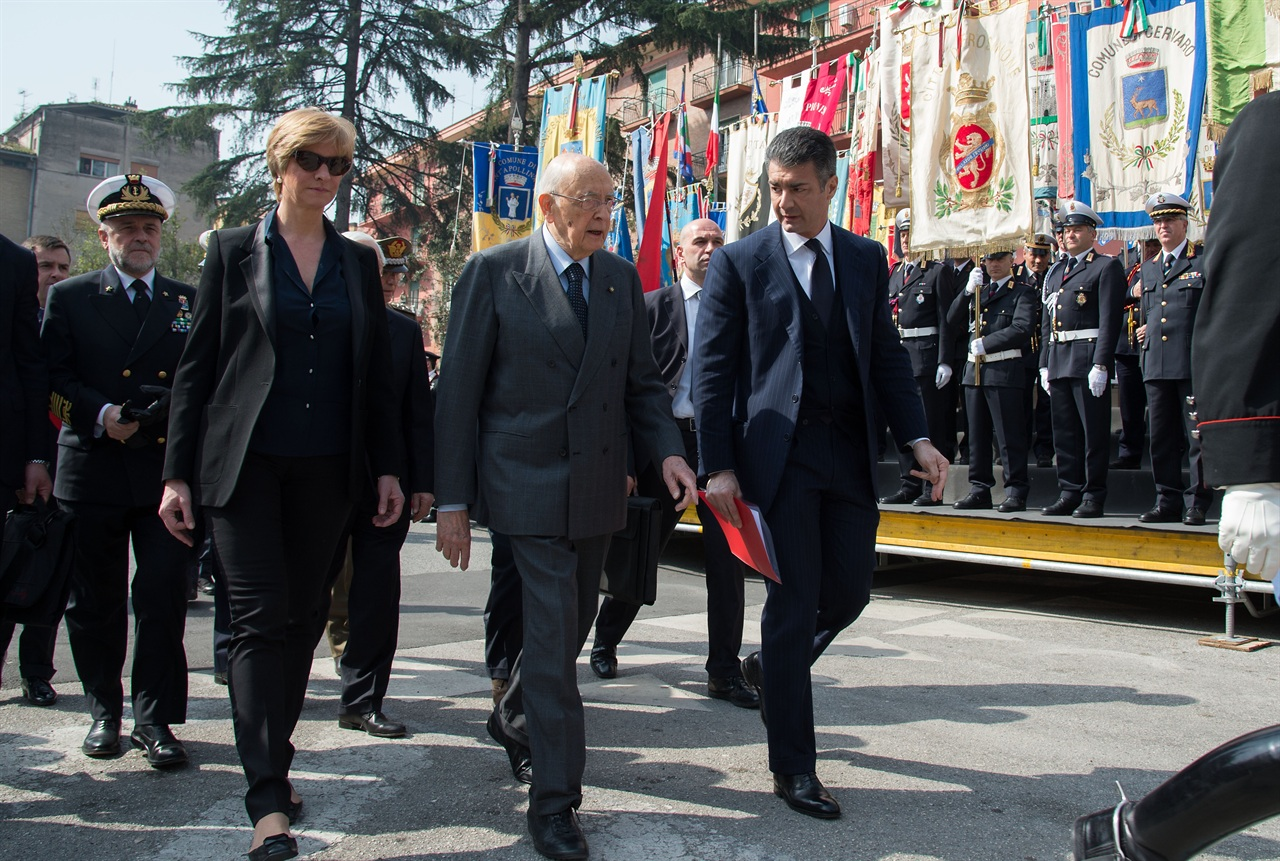
Pinotti col Presidente della Repubblica Giorgio Napolitano, nella commemorazione del 70º anniversario della bombardamento di Cassino

Alle politiche del 2013 viene ricandidata, e rieletta al Senato tra le liste del PD nella medesima circoscrizione. Successivamente diventa segretaria del gruppo PD al Senato.
In seguito alla nascita del governo di larghe intese guidato da Enrico Letta tra PD, Il Popolo della Libertà, Unione di Centro e Scelta Civica, il 3 maggio 2013 entra a far parte del governo Letta in qualità di sottosegretaria di Stato al Ministero della difesa affiancando il ministro Mario Mauro, scelta sia per le sue competenze in materia di difesa, che per la particolare stima nei suoi confronti da parte del Presidente della Repubblica Giorgio Napolitano.
Con la fine del governo Letta ad opera del segretario del PD, diventato successivamente anche Presidente del Consiglio incaricato Matteo Renzi, il 21 febbraio 2014 viene proposta da Renzi come ministra della difesa. Il giorno successivo, con il giuramento nelle mani del Presidente della Repubblica Giorgio Napolitano, è diventata la prima donna ad assumere questa carica nella storia della Repubblica Italiana.
Il 12 dicembre 2016, a seguito delle dimissioni di Matteo Renzi da Presidente del Consiglio, per la bocciatura della riforma costituzionale Renzi-Boschi al referendum costituzionale, è stata confermata ministra della Difesa per il nuovo governo, presieduto da Paolo Gentiloni. Si è occupata anche dell'accorpamento della guardia forestale al corpo dell'arma dei carabinieri.
Alle primarie del PD del 2017 sostiene la mozione del segretario uscente Renzi, assieme a quasi tutti gli esponenti PD dei governi Renzi e Gentiloni, che risulterà vincente con il 69,17% dei voti.

### Elezioni politiche del 2018 e primarie PD del 2019

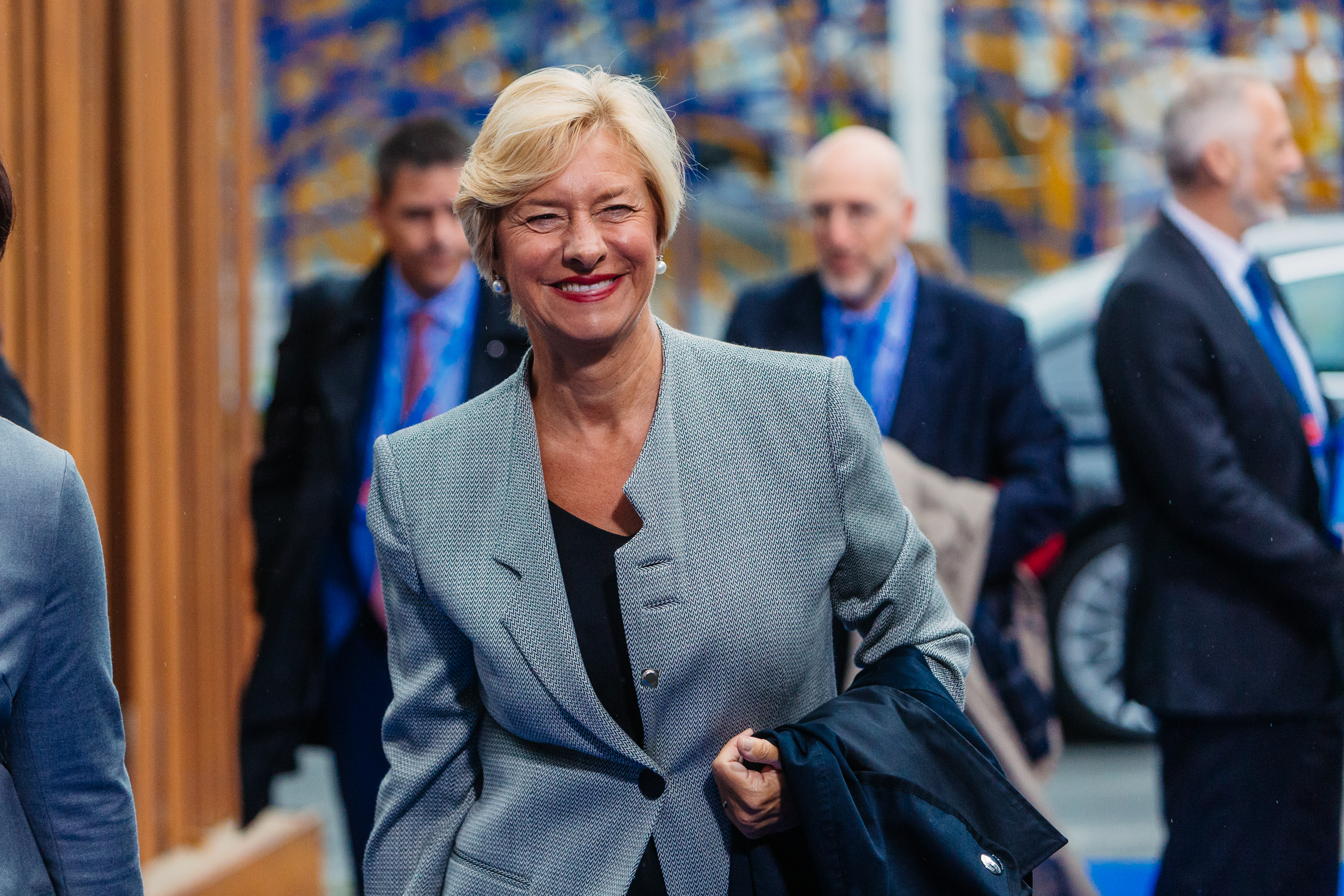
Roberta Pinotti al vertice informale dei Ministri della Difesa

Alle politiche del 2018 è stata rieletta per la terza volta Senatrice della Repubblica, in quanto capolista nel proporzionale in Piemonte 3. A seguito del termine della XVII legislatura, come da prassi, è rimasta in carica per il disbrigo degli affari correnti al Ministero della difesa fino al 1º giugno, giorno in cui gli succede la pentastellata Elisabetta Trenta.
Alle primarie del PD del 2019 sostiene la candidatura a segretario del PD di Nicola Zingaretti, presidente della Regione Lazio dal 12 marzo 2013 e candidato con la carriera amministrativa più lunga alle spalle, che risulterà vincente con il 66% dei voti.
Il 30 luglio 2020 è stata eletta Presidente della 4ª Commissione Difesa del Senato della Repubblica.

### Fuori dal Parlamento
Terminata l’esperienza parlamentare, nell’estate del 2025, su nomina del ministro della Difesa Guido Crosetto, viene scelta come presidente della neonata fondazione del Polo nazionale della dimensione subacquea, un centro nato per promuovere e coordinare la ricerca, lo sviluppo e l’innovazione nel settore subacqueo, che ha sede a La Spezia e che fa capo ai ministeri di Difesa, Università e Imprese.

## Attività da ministro della difesa
Il suo primo impegno ufficiale è stato quello d'incontrare le mogli dei due fucilieri di marina trattenuti in India a causa della crisi diplomatica scoppiata il 15 febbraio 2012. Nello stesso anno le è stato conferito presso la Camera dei deputati il premio America della Fondazione Italia USA.

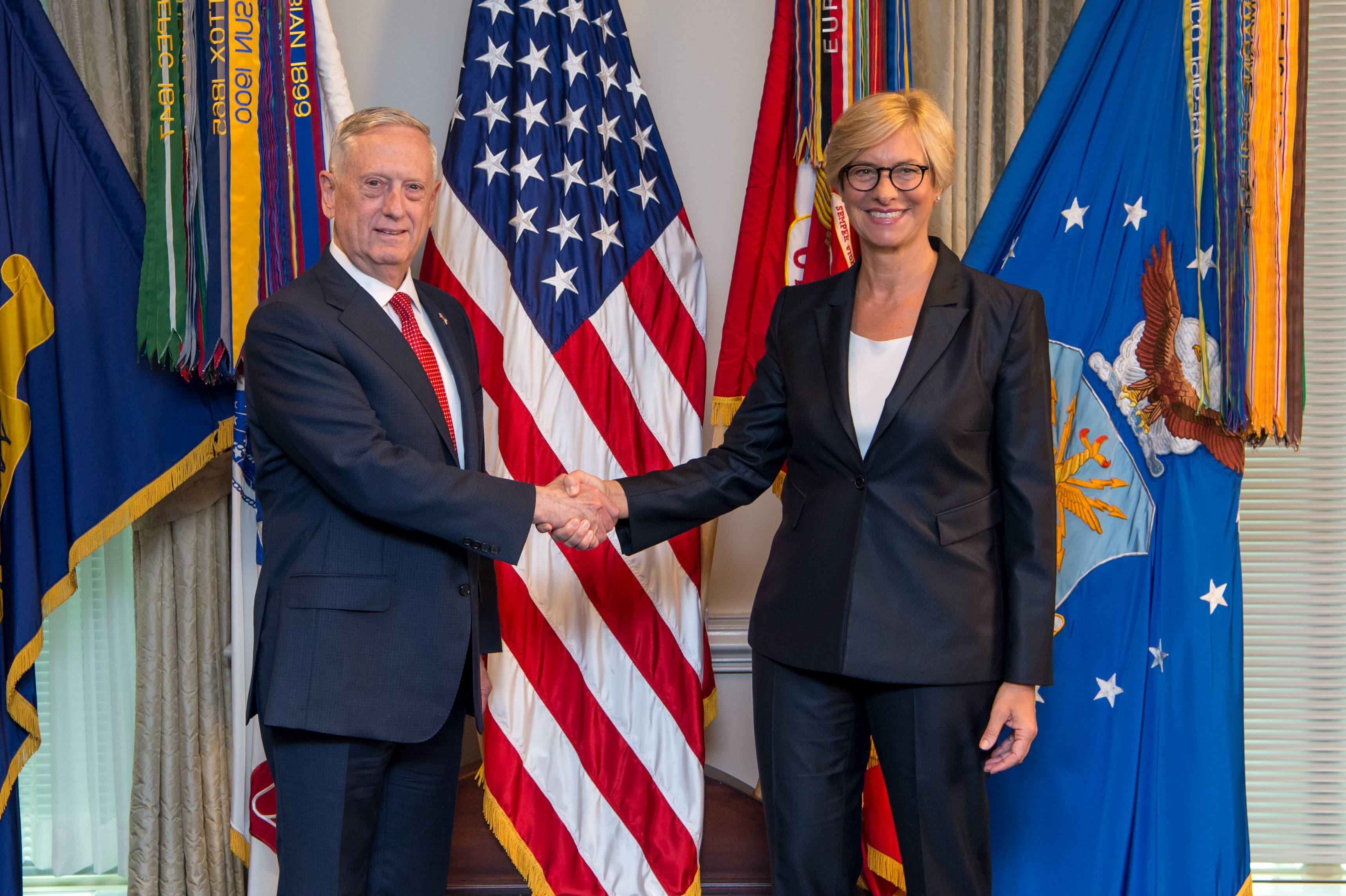
Pinotti con il segretario della Difesa statunitense Jim Mattis al Pentagono presso Washington, DC, 11 luglio 2017

Tramite un accordo stretto con le amministrazioni comunali, la Pinotti decide di riqualificare alcune caserme dismesse nelle città di Roma, Milano e Firenze, restituendo così più di un milione di metri quadri all'ambiente urbano. Questi spazi dovranno poi essere riconvertiti entro un anno in nuove strutture d'impiego civile come alloggi popolari, aree artigianali, poli culturali. Il progetto ha segnato un record in Europa, l'Italia è infatti il primo paese ad adottare una politica di questo tipo e il Ministero ha deciso di valutare la possibilità di estenderlo ad altre città.
Ad agosto 2014, insieme alla collega ministra degli esteri Federica Mogherini, presenta davanti alla commissioni Affari Esteri e Difesa di Camera e Senato la richiesta d'inviare armi alla popolazione dei curdi attaccata dalle milizie armate dell'ISIS.
Ad ottobre 2014 visita gli Emirati Arabi Uniti e incontra il vice-comandante supremo delle Forze Armate, il principe ereditario Mohammed bin Zayed Al Nahyan, al fine di rafforzare le relazioni bilaterali nell'ambito della difesa. Nel febbraio 2015 è tornata negli Emirati Arabi Uniti in occasione dell'esposizione internazionale dell'industria della difesa (International Defence Industry Exhibition - IDEX), a cui hanno partecipato diverse aziende italiane e ha incontrato nuovamente Mohammed bin Zayed Al Nahyan.
Nel 2017 il Parlamento ha approvato il cosiddetto "Libro Bianco", un piano di riorganizzazione dei vertici del Ministero della Difesa e delle relative strutture; il piano prevedeva anche una riforma delle Forze Armate italiane e una riorganizzazione del sistema di addestramento.

## Incarichi parlamentari

### Camera dei Deputati

#### XIV legislatura
- Membra della 5ª Commissione Bilancio, tesoro e programmazione dal 20 giugno 2001 al 15 aprile 2002.[5]
- Membra della 4ª Commissione Difesa dal 15 aprile 2002 al 27 aprile 2006 (subentrata a Paola Manzini).[5]
- Membra della Commissione parlamentare d'inchiesta sulla morte di Ilaria Alpi e Miran Hrovatin dal 12 dicembre 2003 al 27 aprile 2006.[5]

#### XV legislatura
- Presidente della 4ª Commissione Difesa dal 6 giugno 2006 al 28 aprile 2008.[25]

### Senato della Repubblica

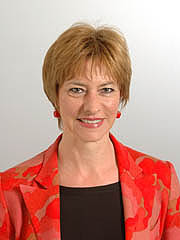
Roberta Pinotti eletta al Senato della Repubblica nel 2008

#### XVI legislatura
- Membra della 4ª Commissione Difesa dal 22 maggio 2008 al 12 ottobre 2010.[26]
- Vicepresidente della 4ª Commissione Difesa dal 13 ottobre 2010 al 14 marzo 2013.[26]

#### XVII legislatura
- Membra della 9ª Commissione Agricoltura e produzione agroalimentare dal 7 maggio 2013 al 7 aprile 2016 (sostituita da Carlo Lucherini fino al 28 maggio 2013; sostituita da Daniela Valentini dal 29 maggio 2013 al 7 aprile 2016).[27]
- Membra della 9ª Commissione Agricoltura e produzione agroalimentare dall'8 aprile 2016 al 22 marzo 2018 (sostituita da Laura Cantini).[27]

#### XVIII legislatura
- Membra della Delegazione parlamentare presso l'Assemblea parlamentare della NATO dal 4 ottobre 2018 al 30 settembre 2020
- Membra della 1ª Commissione Affari Costituzionali dal 30 settembre 2019 al 29 luglio 2020
- Membra della 3ª Commissione Affari esteri ed emigrazione dal 21 giugno 2018 al 29 settembre 2019
- Presidente della 4ª Commissione Difesa dal 29 luglio 2020 al 12 ottobre 2022

## Titoli
L'11 marzo 2016, presso il cortile d'onore dell'Accademia Militare di Modena e in occasione del giuramento militare degli allievi ufficiali del 197º Corso "Tenacia", Roberta Pinotti in qualità di ministra della Difesa ha ricevuto dal generale comandante Salvatore Camporeale, insieme allo "spadino" proprio dell'onorificenza, il titolo di cadetto ad honorem, massimo riconoscimento assegnabile a civili dall'Accademia: